# Rouy-le-Grand
Rouy-le-Grand – miejscowość i gmina we Francji, w regionie Hauts-de-France, w departamencie Somma.
Według danych na rok 2011 gminę zamieszkiwało 109 osób, a gęstość zaludnienia wynosiła 29 osób/km² (wśród 2293 gmin Pikardii Rouy-le-Grand plasuje się na 898. miejscu pod względem liczby ludności, natomiast pod względem powierzchni na miejscu 985.).